# Sistema integrável
Em matemática e física, existem várias noções distintas que são relacionadas sob o nome de sistemas integráveis.
Na teoria geral de sistemas diferenciais, há a integrabilidade de Frobenius, a qual refere-se a sistemas sobredeterminados. Na teoria clássica de sistemas dinâmicos Hamiltonianos, há a noção de integrabilidade de Liouville. Mais genericamente, em sistemas dinâmicos diferenciáveis, integrabilidade relaciona-se à existência de folheados por subdistribuições internas ao espaço de fase. Cada uma destas noções envolve uma aplicação da ideia de folheados, mas elas não são coincidentes. Existem também noções de integrabilidade completa, ou solubilidade exata no conjunto de sistemas quânticos e modelos mecânico-estatísticos.